# Samuel Ayala
Samuel Ayala (22 de noviembre de 1996) es un deportista mexicano que compite en judo. Ganó una medalla de bronce en el Campeonato Panamericano de Judo de 2021, en la categoría de –81 kg.

## Palmarés internacional
| Campeonato Panamericano | Campeonato Panamericano | Campeonato Panamericano | Campeonato Panamericano |
| Año                     | Lugar                   | Medalla                 | Categoría               |
| ----------------------- | ----------------------- | ----------------------- | ----------------------- |
| 2021                    | Guadalajara (México)    | Medalla de bronce       | –81 kg                  |